# Fremdkörper (Film)
Fremdkörper ist ein deutsches Filmdrama von Christian Werner aus dem Jahr 2015.

## Handlung
Wolfgang Kruber, Spediteur, fährt nach Istanbul, um dort eine neue Niere zu bekommen. Seine Nierenspenderin Irina, die um ihr Geld für den Einsatz betrogen wurde, erpresst ihn nun.

## Produktionsnotizen
Fremdkörper wurde im Januar 2015 beim Max-Ophüls-Festival in Saarbrücken uraufgeführt. Die Erstausstrahlung war am 22. Juni 2015 im ZDF.

## Kritik
Die TV Spielfilm vergab die bestmögliche Wertung (Daumen nach oben) und befand: „Viel gelobtes Regiedebüt, das sich seinen Figuren und der heiklen Gemengelage ungewohnt nüchtern nähert. Beide Hauptdarsteller spielen großartig.“ und zog als Fazit: „Packend realistisch, eine Entdeckung“.

## Auszeichnungen
- 2015: 36. Filmfestival Max Ophüls Preis (Kategorie Publikumspreis für mittellange Filme)[4]
- 2015: Best Actress Award für Janina Elkin Levante International Film Festival[5]